# Христо Драсов
Христо Тодоров Драсов (Маврата) е кмет на Ловеч (1890 – 1893).

## Биграфия
Христо Драсов е роден през 1834 г. в град Ловеч. Заради мургавия цвят на кожата е известен с прозвището Маврата. Работи като писар в конака и занаятчия чохаджия. Неговия брат Иван Драсов го привлича в дейността на Ловешкия частен революционен комитет.
След Освобождението от османско владичество е търговец-житар.
Участва в управлението на града. Общински съветник (1877 – 1893). Секретар на Ловешка община (1879). Помощник-кмет (1880, 1881 – 1882) и кмет на Ловеч (1890 – 1893).
Народен представител от Народно-либералната партия (стамболовисти) в VII обикновено народно събрание (1893 – 1894).
Надзирател в Ловешката първокласна държавна болница (1894 – 1897), директор на Ловешкия затвор (1905 – 1908).